# Повуа-де-Санта-Ірія
Повуа-де-Санта-Ірія (порт. Póvoa de Santa Iria; МФА: [ˈpɔ.vu.ɐ dɨ ˈsɐ̃.tɐ i.ˈɾi.ɐ]) — парафія в Португалії, у муніципалітеті Віла-Франка-де-Шира. Розташована в західній частині країни, на теренах історичної португальської провінції Ештремадура. Входить до складу округу Лісабон. За адміністративним поділом, чинним до 1976 року, терени парафії були складовою провінції Рібатежу. Належить до Лісабонського патріархату Католицької церкви. Патрон — Діва Марія. Площа — 4,6007 км². Населення — 29348 ос. (2011). Сильно урбанізований регіон. Густота населення — 6379,03 осіб/км²
. Код — 111406.

## Населення
| Кількість мешканців | Кількість мешканців | Кількість мешканців | Кількість мешканців | Кількість мешканців | Кількість мешканців | Кількість мешканців | Кількість мешканців | Кількість мешканців | Кількість мешканців | Кількість мешканців | Кількість мешканців | Кількість мешканців | Кількість мешканців | Кількість мешканців |
| ------------------- | ------------------- | ------------------- | ------------------- | ------------------- | ------------------- | ------------------- | ------------------- | ------------------- | ------------------- | ------------------- | ------------------- | ------------------- | ------------------- | ------------------- |
| 1864                | 1878                | 1890                | 1900                | 1911                | 1920                | 1930                | 1940                | 1950                | 1960                | 1970                | 1981                | 1991                | 2001                | 2011                |
| 1 093               | 1 408               |                     |                     |                     | 1 079               | 1 476               | 2 046               | 2 815               | 3 281               | 4 161               | 8 115               | 14 417              | 24 277              | 29 348              |